# Elbtal
Elbtal är en kommun i Landkreis Limburg-Weilburg i Regierungsbezirk Gießen i förbundslandet Hessen i Tyskland. Kommunen bildades 1 februari 1971 genom en sammanslagning av de tidigare kommunerna Dorchheim, Hangenmeilingen och Heuchelheim. Elbgrund uppgick i kommunen 1 juli 1974.